# Bandeira da província de Córdoba
Desde 16 de dezembro, 2010 Província de Córdoba, uma subdivisão da Argentina, tem uma bandeira oficial.

## Bandeiras Históricas

### Bandeiras de 1815
Em 1815, quando Córdoba se somou ao movimento federal preconizado por José Gervasio Artigas, integrando a "Liga federal", esta província utilizou uma bandeira de três listras horizontais iguais: a superior branca, a central azul celeste e a inferior, ao que parece, de cor rosado, ainda que seja provável que a cor original tenha sido vermelha e que logo a bandeira tenha sido descrita como rosada por um mal entendido frequente das tinturas da época. segundo outra imagem da época, a disposição das cores era: vermelho na parte superior, branca a central e azul celeste a inferior. No entanto, pouco depois retornou à bandeira de Artigas, que estava em uso desde 1820. Neste ano, o governador Juan Bautista Bustos estabeleceu o uso da bandera nacional.

Possível bandeira cordobesa de 1815.
Possível bandeira cordobesa de 1815.
Bandeira da Liga Federal, usada de 1815 a 1820.

### Bandeira de 1986

Bandeira adoptada em 1986 e vetada no início de 1987.

A  Bandeira de Córdoba foi um símbolo não oficial da Província de Córdoba, uma subdivisão da Argentina. O desenho atual foi proposto em 17 de novembro de 1986 pelo poder legislativo provincial com o apoio dos partidos União Cívica Radical e Justicialista (Peronista), contudo foi vetada no início de 1987 pelo então governador Eduardo Angeloz.

#### Descrição
Seu desenho consiste em um retângulo dividido em três faixas verticais de mesma largura. As cores, da esquerda para a direita são branca, azul celeste e vermelha. No centro da faixa azul central está uma representação do Sol de Maio igual ao encontrado na Bandeira da Argentina. na faixa vermelha aparece a "Torre de Bastión", um dos símbolos que também está presente no brasão da província.

#### Simbolismo
Cores
Isoladamente, as cores branca e celeste remetem á bandeira argentina, quando combinadas com o vermelho, remetem à bandeira de José Artigas, importante personagem da história argentina e uruguaia.
Elementos
- O Sol de Maio é um dos mais importantes símbolos da Argentina, e sua presença denota a nacionalidade;
- A "torre del bastión" representa um forte erigido pelos espanhóis na defesa durante os conflitos com a população indígena.

## Ligações Externas
- Bandera de Córdoba (em espanhol)
- FOTW - Córdoba Province (Argentina) (em inglês)
- Heráldica Argentina - Província de Córdoba (em espanhol)